# Sebők György (költő)
Sebők György (Debrecen, 1992. május 11. –) magyar költő, zenész, terapeuta.

## Élete és munkássága
2011-ben érettségizett a Debreceni Egyetem Kossuth Lajos Gyakorló Gimnáziumában. A Debreceni Egyetem Zeneművészeti Karán 2014-ben fagottművész, 2015-ben zeneteoretikusi alapdiplomát, 2017-ben pedig fagott-tanári mesterdiplomát szerzett. Ugyanebben az évben a debreceni Görög Demeter Szakképző Iskolában hangmester szakképzettséget szerzett. A Miskolci Egyetem Bölcsészettudományi Karán kreatív írás posztgraduális diplomát szerzett 2022-ben.
2015 óta közöl verseket online és print folyóiratokban, írásait többek között az Alföld, a Prae, Kalligram, a Műút és az Irodalmi Szemle folyóirat közölték. Tudósításait a KULTer.hu, irodalmi kritikáit az Art7 művészeti portál, a KULTer.hu és az Apokrif folyóirat közölték.
A ContextUs.hu 2017-es verspályázatának különdíjasa. Debrecen kulturális és irodalmi rendezvényeinek visszatérő szereplője. 2019-ben a Kolozsvári Kikötő meghívott fellépője. 2021-ben a Móricz Zsigmond-ösztöndíj legjobb harminc pályamunkája közé került kézirattervezete.
Zeneszerzőként közreműködött színpadi darabokban (Az ember tragédiájának debreceni középiskolák általi színpadra állításakor), dokumentumfilmekben (Filep Tibor debreceni helytörténész  filmjei, mint pl. az Irodalmi és nemzeti önismeret , Görömbei András életéről), és írt zenét verseskötethez is  (Juhász Tibor: Ez nem az a környék). A Debreceni Egyetemi Színház zenés előadásainak több ízben zenei rendezője és előadója volt). Napállat néven egyszemélyes könnyűzenei projekt szerzője és előadója.
Tanárként oktat az Egri Farkas Ferenc Zeneiskolában, hangszeres és elméleti órákat. Az Eszterházy Károly Katolikus Egyetem hangszeres óraadója.
Terápiás munkájában családfelállítással foglalkozik.
Nős, két gyermek apja. Egerben él.

## Művei
- Az éggel egyenlővé, versek, Magyar Napló Kiadó, Budapest, 2022

## Kritikák

### Az éggel egyenlővé
- Lajtos Nóra: Poetica compositum, Alföld Online, 2022